# مضر زهران
مضر زهران (مواليد 19 أبريل 1973 في عمان) هو سياسي وكاتب أردني من أصول فلسطينية، وهو أمين سر الائتلاف الأردني للمعارضة. حاصل على حق اللجوء السياسي في بريطانيا بعد مضايقات ومحاكمات تعرض لها في الأردن؛ نتيجة آرائه السياسية المعارضة للنظام الأردني. وجهت محكمة أمن الدولة العسكرية أربع تهم لمضر زهران خلال محاكمة غيابية تضمنت التحريض على مناهضة نظام الحكم، وتغيير أوضاع المجتمع الاساسية، وإثارة النعرات العنصرية، وإطالة اللسان على مقام الملك.

## حياته الشخصية
ولد زهران سنة 1973 لعائلة أردنية من اصل فلسطيني انتقلت العائلة إلى الأردن خلال فترة الإدارة الأردنية للضفة الغربية. أرسلته أسرته للدراسة في أمريكا في سن مبكرة حيث حصل على شهادة البكالوريوس ومن ثم ماجستير في الشؤون المالية وماجستير إدارة الأعمال، ومن ثم الدكتوراه من أمريكا كان يعمل قبل انتقاله للمملكة المتحدة في السفارة الأمريكية بعمان كمنسق مساعد للشؤون السياسية.